# Doubravice (Leština)
Doubravice (německy Daubrawitz) je vesnice a část obce Leština v okrese Ústí nad Orlicí. Nachází se asi 1,5 kilometru severozápadně od Leštiny. Doubravice leží v katastrálním území Doubravice u Leštiny o rozloze 4,03 km². V katastrálním území Doubravice u Leštiny leží i Dvořiště.

## Historie
První písemná zmínka o Doubravici pochází z roku 1559, kdy vesnice patřila k novohradskému panství.